# كأس ساموا الأمريكية
كأس ساموا الأمريكية (بالإنجليزية: FFAS President's Cup)‏ ، هي بطولة رسمية لكرة القدم في ساموا الأمريكية ، أسست البطولة سنة 2010م، وتشارك فيه الأندية المرخصة من اتحاد ساموا الأمريكي لكرة القدم.

## وصلة خارجية
- American Samoa - List of Shield and Cup Winners, RSSSF.com